# Sterbfritz-Tunnel
Der Sterbfritz-Tunnel ist ein 1092 m langer Eisenbahntunnel im Zuge der Bahnstrecke Flieden–Gemünden.

## Geografische Lage
Der Tunnel liegt in der Gemarkung des Stadtteils Sterbfritz von Sinntal, südlich des Bahnhofs Sterbfritz und nördlich der aufgelassenen Haltepunkts Mottgers im Bereich von Streckenkilometer 23,3. Er durchstößt den Nordhang des Steinfrist (512 m). Im Tunnel liegt der Scheitelpunkt der Strecke, wo sie vom Kinzigtal zum Sinntal wechselt.

## Geschichte
Strecke und Tunnel wurden 1872 – zunächst eingleisig – eröffnet. 1911 wurde der Tunnel ein erstes Mal saniert und erhielt dabei auch seine noch heute erhaltenen Tunnelportale. 1936/37 wurden Strecke und Tunnel zweigleisig ausgebaut, von 1962 bis 1964 die Strecke elektrifiziert und für den Einbau der Oberleitung das Profil des Tunnels erweitert. Um den Fahrbetrieb aufrechtzuerhalten, geschah das zunächst bei einem Gleis, wo der elektrische Betrieb aufgenommen wurde, während die Profilerweiterung (einschließlich Sprengungen!) und die Installation der Elektrik im zweiten Gleis stattfand, während auf dem ersten Gleis der elektrische Betrieb unter 15 kV lief. Dafür waren aufwändige Schutzmaßnahmen erforderlich.

## Bauwerk
Die Strecke weist im Bereich des Tunnels einen Gleisbogen auf, so dass auch die Tunnelröhre selbst in einem Bogen verläuft. Die historischen Tunnelportale stammen von 1911, sind mit Mauerziegeln ausgeführt, die in Bogen- und Eckquadern aus Buntsandstein gefasst sind. Das Nordportal schließt mit einem Bogenfries ab. Das Bauwerk ist ein Kulturdenkmal aufgrund des Hessischen Denkmalschutzgesetzes.